# Macramé
 (avril 2024).
Si vous disposez d'ouvrages ou d'articles de référence ou si vous connaissez des sites web de qualité traitant du thème abordé ici, merci de compléter l'article en donnant les références utiles à sa vérifiabilité et en les liant à la section « Notes et références ».

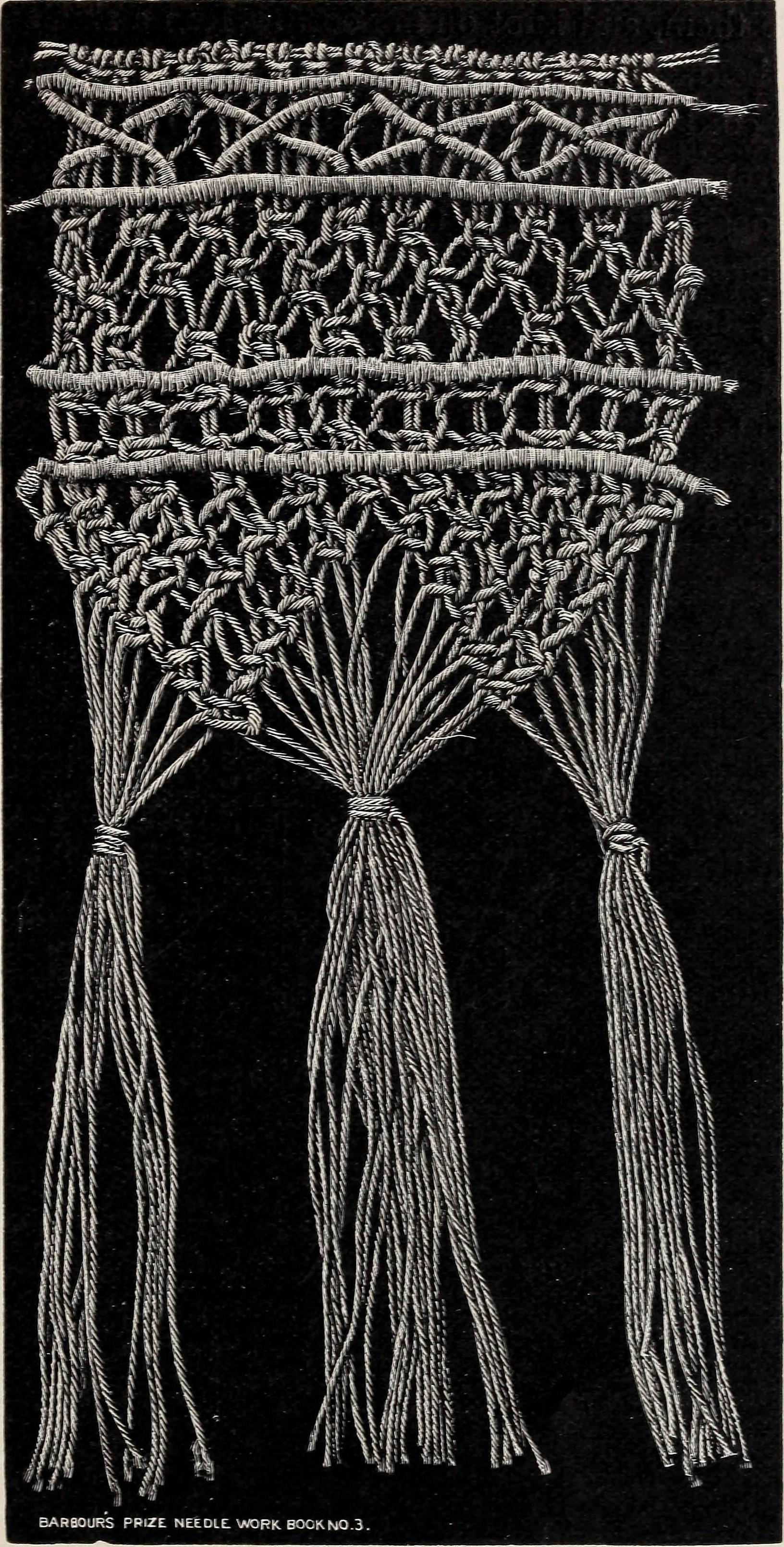
Échantillon en macramé dans un traité daté de 1892.

Le macramé est une forme de création de tissu fondée sur une technique particulière de nœuds, qui peuvent être plats pour les bracelets ou colliers, ou en volume pour fabriquer des objets tels que porte-pots, rideaux ou sculptures.
On utilise habituellement de la ficelle ou de la corde mais des artistes contemporains ont détourné cette technique avec différents matériaux : câbles , tuyaux, fils de scoubidous, etc.
La technique du macramé s'est développée dans différents pays, pour la fabrication d'objets d'artisanat ou d'œuvres d'art.

## Origines
Le macramé, l'art moderne de décorer des nœuds, serait né chez les tisserands arabes du XIIIe siècle. La signification originale du Migramah arabe, duquel le mot « macramé » est dérivé, peut être rendue par « serviette rayée », « frange ornementale » ou « voile brodé ».[réf. nécessaire] Une autre étymologie est citée par Le Robert et Le Trésor de la langue française : « de l'arabe محرمة mahrama mouchoir, passant par le turc mahrama mouchoir, mot ensuite importé sous la forme macramè par les Génois avec le sens de petite serviette de toilette brodée et frangée »[source insuffisante].
Avec la conquête maure, l'art du macramé s'est développé en Espagne, pour se répandre ensuite dans l'ensemble de l'Europe. Le macramé a été présenté la première fois en Angleterre à la cour de la reine Marie, l'épouse de Guillaume d'Orange, vers la fin du XVIIe siècle.[réf. nécessaire]
Les marins ont joué un rôle important en maintenant vivant cet art. De la Chine au Nouveau Monde, ils ont vendu ou échangé leurs propres réalisations de macramé faites pendant les longs mois en mer.[réf. nécessaire]

## Technique et variété des nœuds

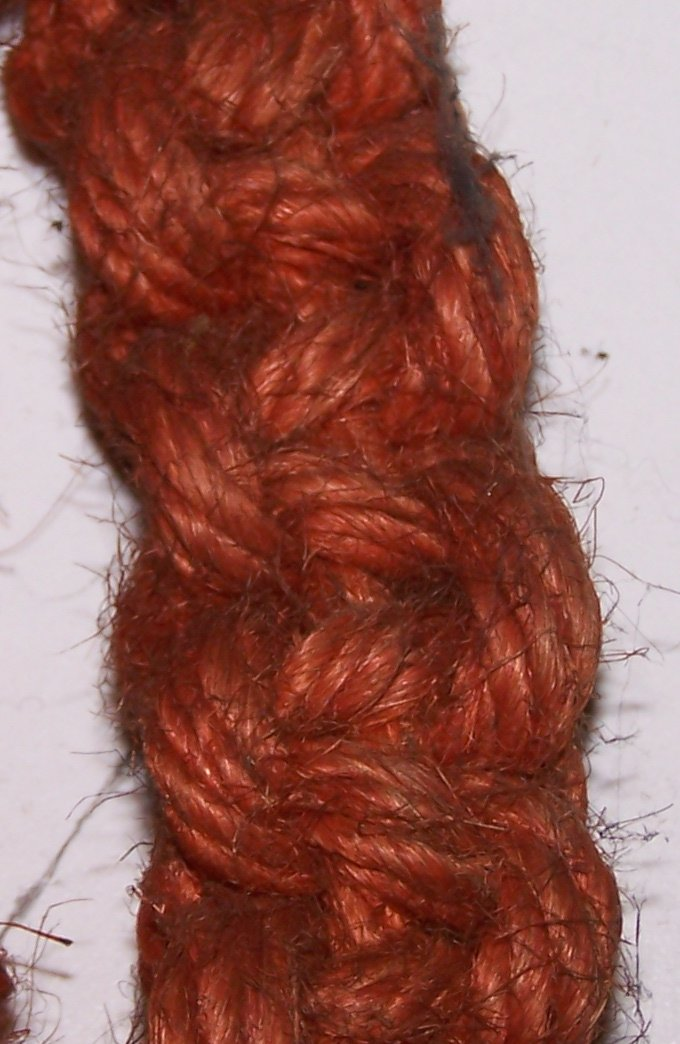
Nœuds plats de base.

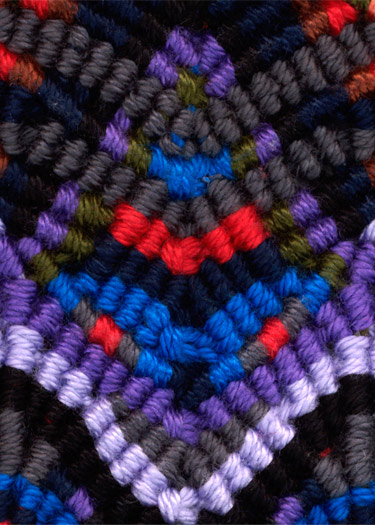
Macramé cavandoli.

Le macramé repose sur une variété de nœuds de base tels que le nœud plat, le nœud en spirale, et le nœud carré. Les artisans novices peuvent rapidement maîtriser ces techniques, tandis que les maîtres du macramé explorent des motifs plus complexes. 
Le nœud plat du macramé se compose habituellement de deux ficelles centrales, glissées telles quelles sur et sous le nœud plat.
Le nœud plat est le nœud le plus utilisé dans le macramé[réf. nécessaire].
Le nœud en relief est la déformation du nœud plat.

## Objets en macramé
Suspensions à pots de fleurs, panneaux décoratifs, sacs, sandales, bracelets, sautoirs, etc.

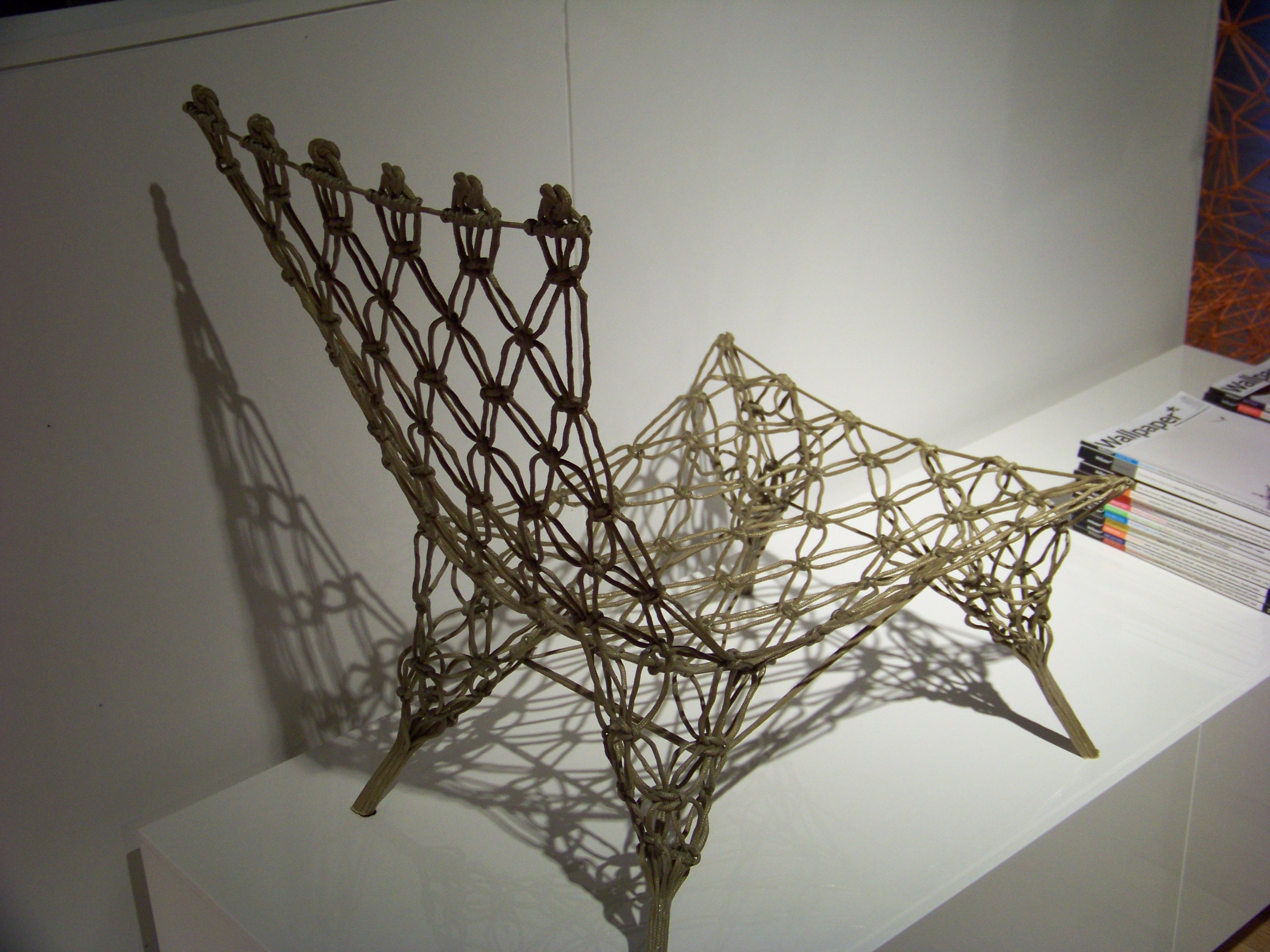
Chaise en macramé par Marcel Wanders.
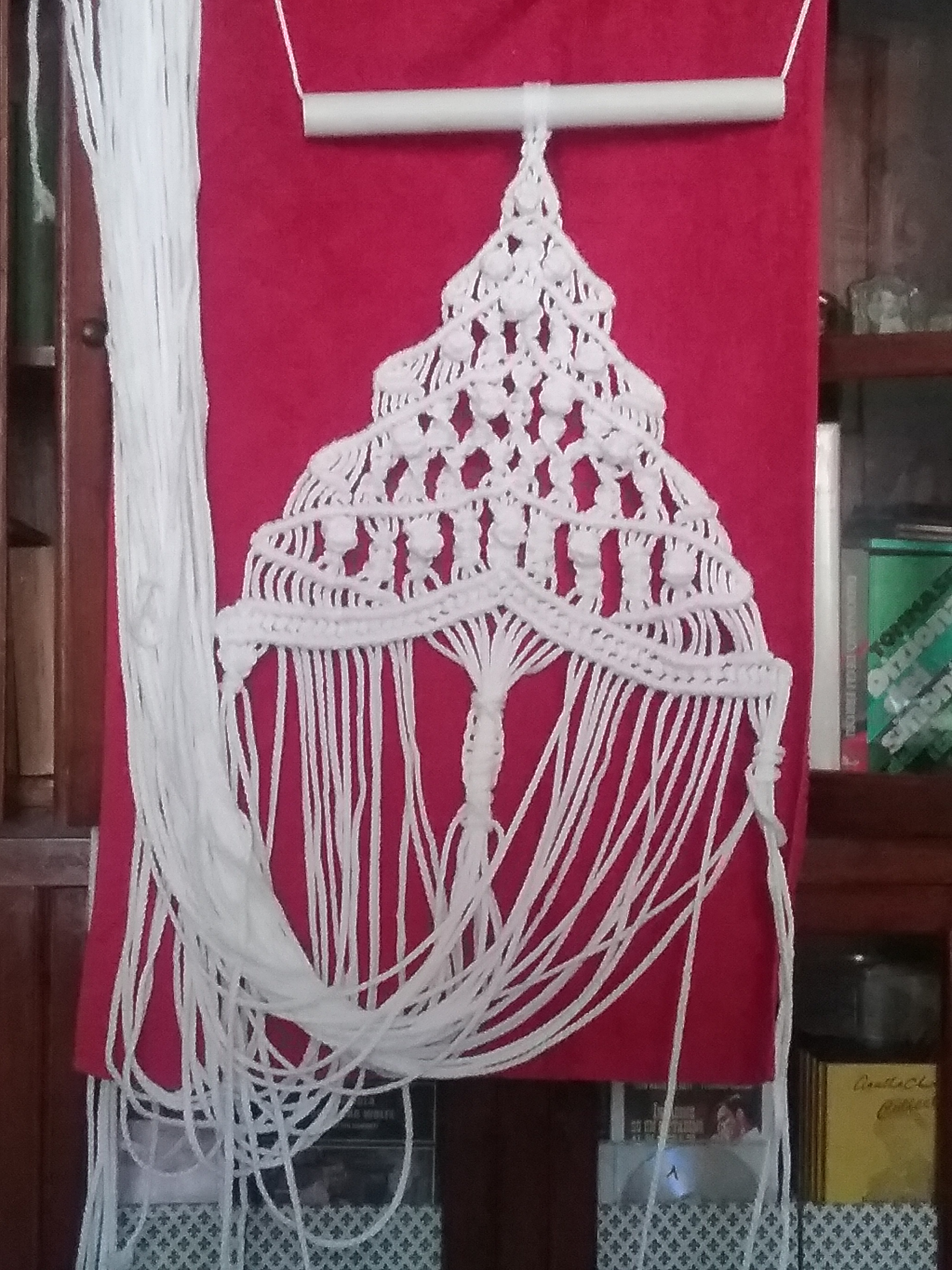
En travaillant le macramé
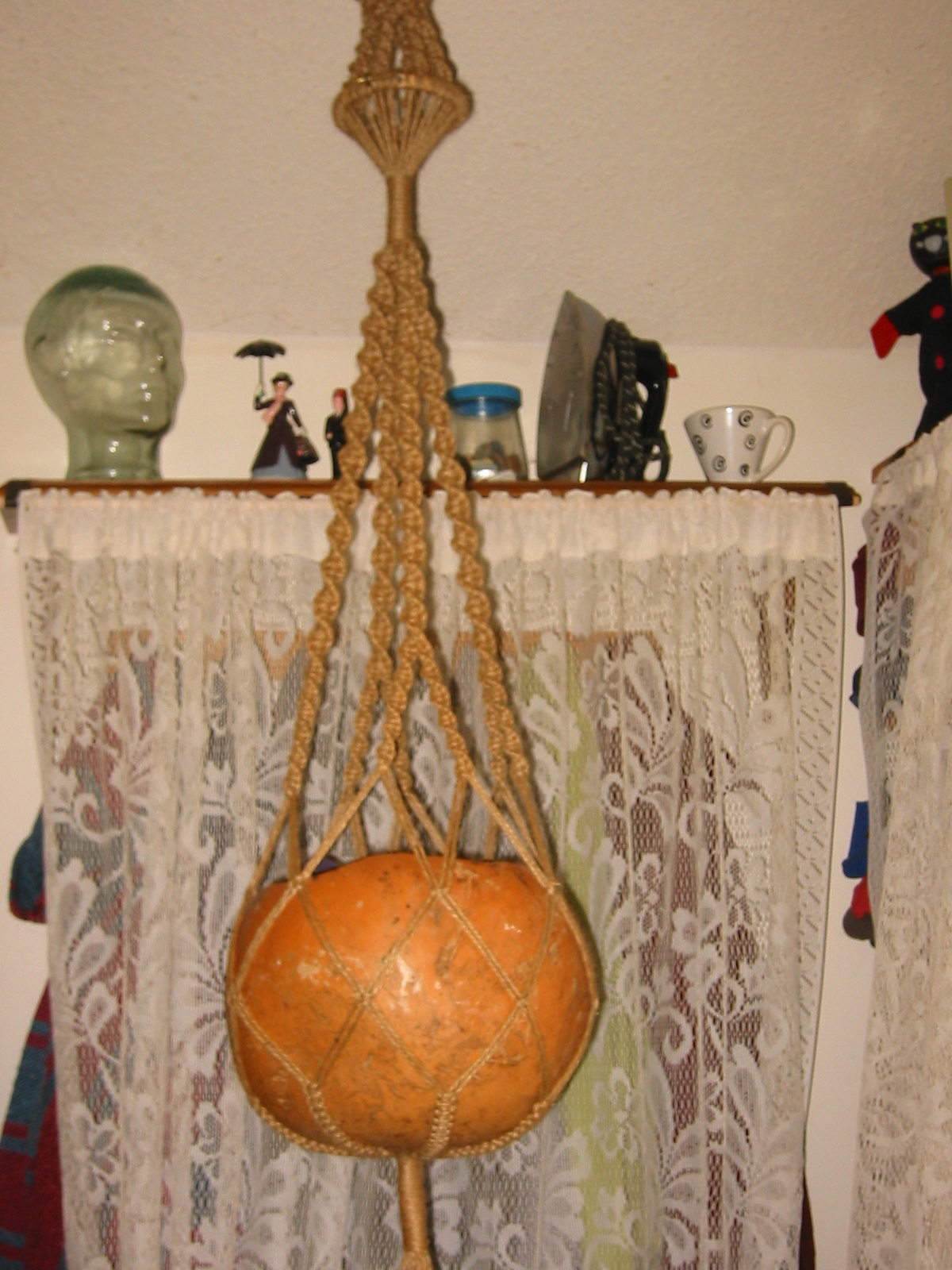
Suspension en macramé.
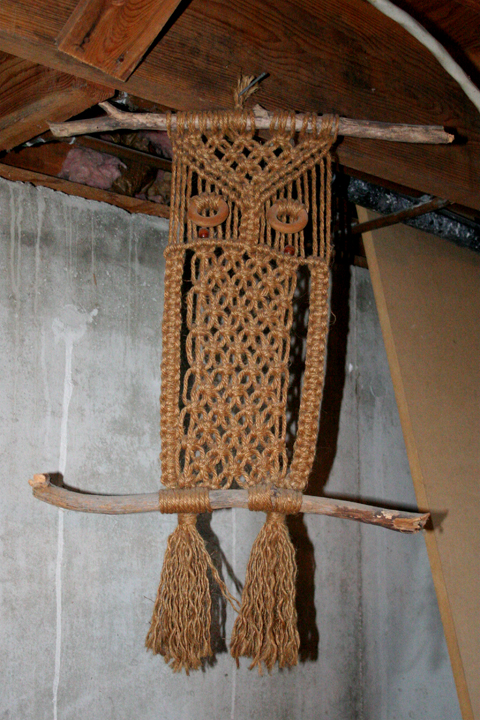
Chouette en macramé.
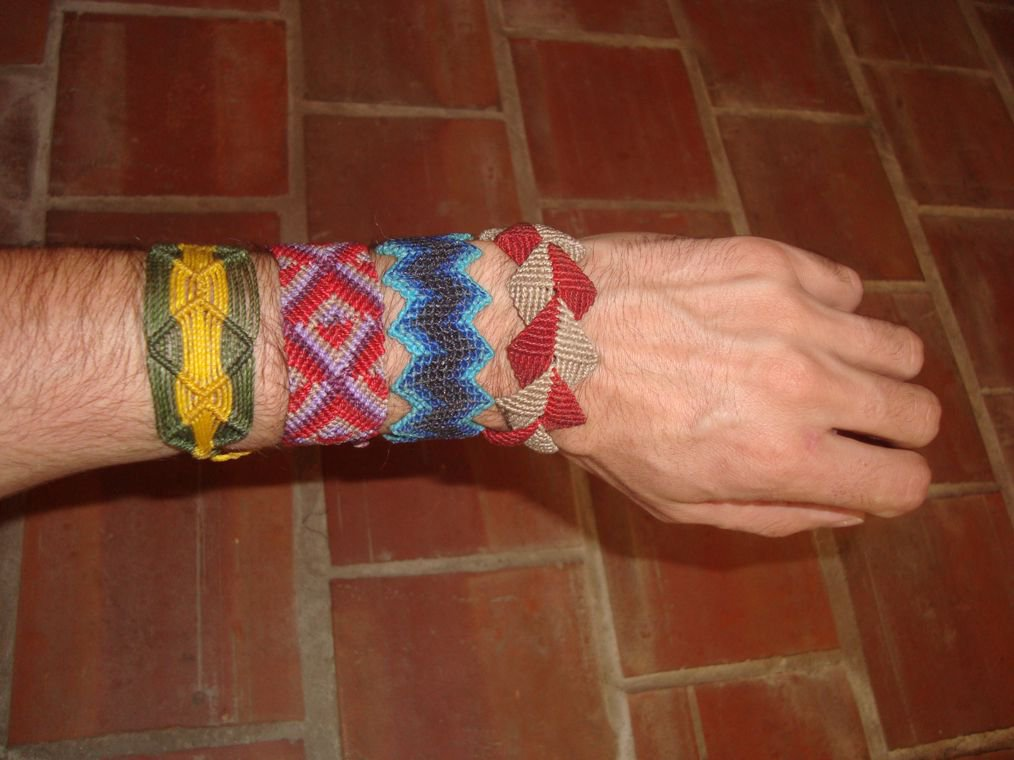
Bracelets de macramé de Tobati (Paraguay).
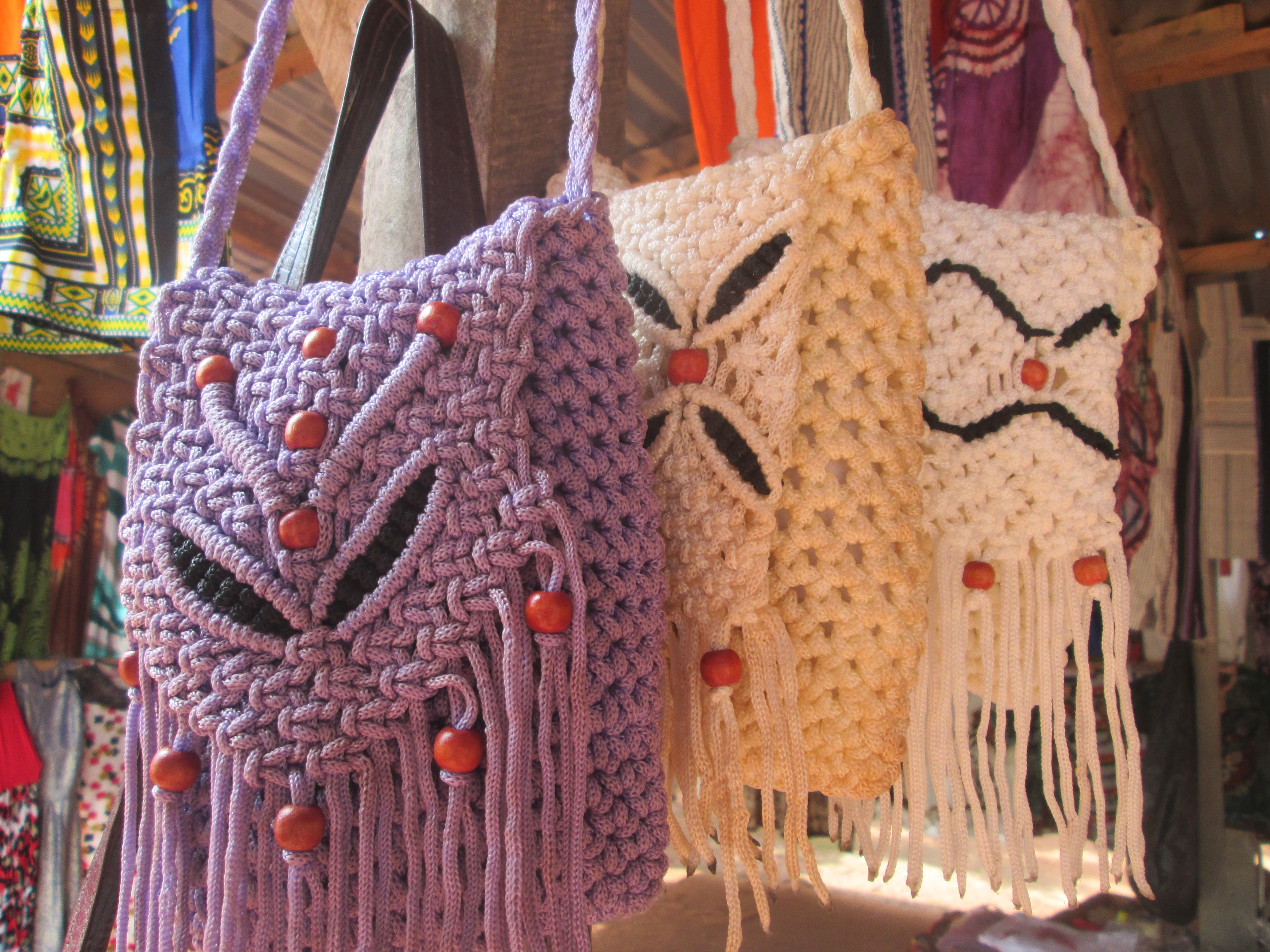
Sacs en bandoulière.